# ریاض بودبوز
ریاض بودبوز (زادهٔ ۱۹ فوریهٔ ۱۹۹۰) بازیکن فوتبال اهل الجزایر است.
از جمله باشگاه‌هایی که وی در آن به بازی پرداخته‌است می‌توان به سوشو، باستیا، مون‌پلیه، رئال بتیس، سلتاویگو، سن-اتین و الاهلی اشاره کرد.
وی همچنین در تیم ملی فوتبال الجزایر بازی کرده‌است.